# Campeonato Sul-Americano de Atletismo de 1991
O Campeonato Sul-Americano de Atletismo de 1991 foi a 36ª edição do evento, organizado pela CONSUDATLE na cidade de Manaus, no Brasil. A competição contou com 41 provas, tendo como destaque o Brasil com 61 medalhas no total. 

## Medalhistas

### Masculino
| Evento                      | Ouro                         | Ouro     | Prata                           | Prata    | Bronze                       | Bronze   |
| --------------------------- | ---------------------------- | -------- | ------------------------------- | -------- | ---------------------------- | -------- |
| 100 metros                  | Robson da Silva · Brasil     | 10.18    | Arnaldo da Silva · Brasil       | 10.39    | Carlos Moreno · Chile        | 10.44    |
| 200 metros                  | Robson da Silva · Brasil     | 20.79    | Marcelo da Silva · Brasil       | 20.94    | Jesús Malavé · Venezuela     | 21.18    |
| 400 metros                  | Carlos Morales · Chile       | 46.55    | Carlos Bortolotto · Brasil      | 46.90    | Henry Aguiar · Venezuela     | 47.02    |
| 800 metros                  | Flavio Godoy · Brasil        | 1:47.94  | Luís José Gonçalves · Brasil    | 1:48.16  | Pablo Squella · Chile        | 1:48.21  |
| 1 500 metros                | Edgar de Oliveira · Brasil   | 3:42.41  | Luís José Gonçalves · Brasil    | 3:42.48  | Carlos Naput · Argentina     | 3:50.09  |
| 5 000 metros                | Valdenor dos Santos · Brasil | 14:09.03 | Otoniel dos Santos · Brasil     | 14:13.35 | Eduardo Navas · Venezuela    | 14:16.06 |
| 10 000 metros               | Valdenor dos Santos · Brasil | 29:25.20 | Juan José Castillo · Peru       | 29:37.40 | Roberto Punina · Equador     | 30:00.40 |
| 20 km marcha atlética       | Sérgio Galdino · Brasil      | 1:26:26  | Querubín Moreno · Colômbia      | 1:28:56  | Orlando Díaz · Colômbia      | 1:30:22  |
| Maratona                    | Joseildo Rocha · Brasil      | 2:33:22  | Luis Nempo · Chile              | 2:39:57  | Doval da Silva · Brasil      | 2:41:38  |
| 110 metros barreiras        | Joilto Bonfim · Brasil       | 14.11    | Elvis Cedeño · Venezuela        | 14.23    | Eliexer Pulgar · Venezuela   | 14.38    |
| 400 metros barreiras        | Eronilde de Araújo · Brasil  | 49.65    | Antonio Smith · Venezuela       | 50.14    | Luis Bello · Venezuela       | 50.73    |
| 3.000 metros com obstáculos | Adauto Domingues · Brasil    | 8:36.21  | Wander Moura · Brasil           | 8:49.11  | Oscar Amaya · Argentina      | 8:52.08  |
| 4×100 metros estafetas      | Brasil                       | 39.90    | Chile                           | 40.61    | Argentina                    | 41.22    |
| 4×400 metros estafetas      | Brasil                       | 3:05.60  | Venezuela                       | 3:08.39  | Argentina                    | 3:11.10  |
| Salto em altura             | Gilmar Mayo · Colômbia       | 2.20     | Fernando Moreno · Argentina     | 2.17     | Jorge Archanjo · Brasil      | 2.11     |
| Salto à vara                | Cristián Aspillaga · Chile   | 5.00     | Konstantín Zagustín · Venezuela | 5.00     | Thomas Riether · Chile       | 4.80     |
| Salto em comprimento        | Paulo de Oliveira · Brasil   | 7.83     | Gelson Vaqueiro · Brasil        | 7.46     | Jimmy Ávila · Panamá         | 7.40     |
| Salto triplo                | Anísio Silva · Brasil        | 16.15    | Sergio Saavedra · Venezuela     | 15.98    | Ednilson de Miranda · Brasil | 15.74    |
| Arremesso de peso           | Gert Weil · Chile            | 18.37    | Adilson Oliveira · Brasil       | 18.08    | Yojer Medina · Venezuela     | 16.35    |
| Lançamento de disco         | João dos Santos · Brasil     | 58.08    | Marcelo Pugliese · Argentina    | 53.08    | Jair Teutonio · Brasil       | 51.62    |
| Lançamento do martelo       | Adrián Marzo · Argentina     | 65.12    | Andrés Charadia · Argentina     | 62.88    | Pedro Rivail Atílio · Brasil | 61.32    |
| Lançamento do dardo         | Luis Lucumí · Colômbia       | 74.42    | Rodrigo Zelaya · Chile          | 73.88    | Gustavo Wielandt · Chile     | 68.64    |
| Decatlo                     | José de Assis · Brasil       | 7227     | Marco Antônio Brito · Brasil    | 6189     | Giovanny Gudino · Equador    | 4617     |

### Feminino
| Evento                   | Ouro                            | Ouro     | Prata                                               | Prata    | Bronze                                                                   | Bronze   |
| ------------------------ | ------------------------------- | -------- | --------------------------------------------------- | -------- | ------------------------------------------------------------------------ | -------- |
| 100 metros               | Claudete Alves Pina · Brasil    | 11.84    | Berenice Ferreira · Brasil                          | 11.93    | Alejandra Quiñones · Colômbia                                            | 11.96    |
| 200 metros               | Ximena Restrepo · Colômbia      | 23.21    | Claudete Alves Pina · Brasil                        | 23.37    | Eliane de Souza · Brasil                                                 | 23.92    |
| 400 metros               | Maria Figueirêdo · Brasil       | 51.56    | Eliane de Souza · Brasil                            | 53.76    | Ángela Mancilla · Colômbia                                               | 54.11    |
| 800 metros               | Maria Figueirêdo · Brasil       | 2:00.45  | Luciana Mendes · Brasil                             | 2:04.44  | Amparo Alba · Colômbia                                                   | 2:07.60  |
| 1 500 metros             | Rita de Jesus · Brasil          | 4:19.18  | Célia dos Santos · Brasil                           | 4:21.64  | Amparo Alba · Colômbia                                                   | 4:29.48  |
| 3 000 metros             | Carmem de Oliveira · Brasil     | 9:17.50  | Rita de Jesus · Brasil                              | 9:24.44  | Ruth Jaime · Peru                                                        | 9:39.04  |
| 10 000 metros            | Carmem de Oliveira · Brasil     | 33:27.85 | Solange de Souza · Brasil                           | 34:00.90 | Sandra Ruales · Equador                                                  | 34:57.00 |
| 10 km marcha atlética    | Gloria Moreno · Chile           | 52:40.5  | Bertha Vera · Equador                               | 52:53.2  | Ivana Henn · Brasil                                                      | 53:38.1  |
| 100 metros com barreiras | Carmen Bezanilla · Chile        | 13.73    | Arlene Phillips · Venezuela                         | 13.85    | Anabella von Kesselstatt · Argentina                                     | 14.20    |
| 400 metros com barreiras | Liliana Chalá · Equador         | 57.16    | Maribelsy Peña · Colômbia                           | 57.23    | Arlene Phillips · Venezuela                                              | 58.42    |
| 4×100 metros estafetas   | Brasil                          | 44.87    | Colômbia                                            | 45.00    | Argentina                                                                | 46.14    |
| 4×400 metros estafetas   | Brasil                          | 3:32.59  | Colômbia                                            | 3:36.56  | Uruguai · Ines Justet · Soledad Acerenza · Laura Abel · Claudia Acerenza | 3:40.19  |
| Salto em altura          | Orlane dos Santos · Brasil      | 1.89     | Mônica Lun kilometreoss · Brasil                    | 1.81     | Leonor Carter · Chile                                                    | 1.75     |
| Salto em comprimento     | Rita Slompo · Brasil            | 5.94     | Luciana dos Santos · Brasil                         | 5.78     | Ingrid Meilicke · Paraguai                                               | 5.51     |
| Arremesso de peso        | María Isabel Urrutia · Colômbia | 16.34    | Elisângela Adriano · Brasil                         | 16.04    | Alexandra Amaro · Brasil                                                 | 14.95    |
| Lançamento de disco      | María Isabel Urrutia · Colômbia | 51.70    | Fátima Germano · Brasil                             | 49.74    | Rosana Piovesan · Brasil                                                 | 47.80    |
| Lançamento do dardo      | Marieta Riera · Venezuela       | 57.40    | Sueli dos Santos · Brasil                           | 56.64    | Mônica Rocha · Brasil                                                    | 50.26    |
| Heptatlo                 | Zorobabelia Córdoba · Colômbia  | 5564     | Conceição Geremias Predefinição:Country data Braail | 5277     | Ana Lúcia Silva · Brasil                                                 | 4837     |

## Quadro de medalhas
| Ordem | País      | Medalha de ouro | Medalha de prata | Medalha de bronze | Total |
| ----- | --------- | --------------- | ---------------- | ----------------- | ----- |
| 1     | Brasil    | 27              | 23               | 11                | 61    |
| 2     | Colômbia  | 6               | 4                | 5                 | 15    |
| 3     | Chile     | 5               | 3                | 5                 | 13    |
| 4     | Venezuela | 1               | 6                | 7                 | 14    |
| 5     | Argentina | 1               | 3                | 6                 | 10    |
| 6     | Equador   | 1               | 1                | 3                 | 5     |
| 7     | Peru      | 0               | 1                | 1                 | 2     |
| 8     | Paraguai  | 0               | 0                | 1                 | 1     |
| 8     | Uruguai   | 0               | 0                | 1                 | 1     |
| 8     | Panamá    | 0               | 0                | 1                 | 1     |

Legenda
| Recorde mundial       | Recorde mundial (World record)               |                       | Recorde africano                      | Recorde africano (African) |                                           | Q | Classificado por posição (Qualified) |
| Recorde do campeonato | Recorde do campeonato (Championship record)  | Recorde da América    | Recorde da América (Americas)         | q                          | Classificado por melhor tempo (Qualified) |   |                                      |
| Melhor marca do ano   | Melhor marca do ano (World leading)          | Recorde asiático      | Recorde asiático (Asian)              | DNS                        | Não largou (Did not start)                |   |                                      |
| Recorde nacional      | Recorde nacional (National record)           | Recorde europeu       | Recorde europeu (European)            | DNF                        | Não terminou (Did not finish)             |   |                                      |
| Recorde pessoal       | Recorde pessoal do atleta (Personal best)    | Recorde da Oceania    | Recorde da Oceania (Oceania)          | DSQ / DQ                   | Desclassificado (Disqualified)            |   |                                      |
| Recorde da temporada  | Recorde da temporada do atleta (Season best) | Recorde sul-americano | Recorde sul-americano (South America) | NM                         | Sem marca (No mark)                       |   |                                      |